# Encruzilhada (Campos Novos)
Encruzilhada é um distrito do município brasileiro de Campos Novos, no interior do estado de Santa Catarina. Segundo o censo demográfico de 2022, realizado pelo Instituto Brasileiro de Geografia e Estatística (IBGE), sua população era de 1 173 habitantes e havia 396 domicílios particulares permanentes ocupados. Foi criado pela lei nº 2.590 de 3 de abril de 2000.
De acordo com o IBGE, em 2010 a população era de 884 habitantes e havia 481 domicílios particulares.